# Meredith Salenger
Meredith Dawn Salenger (Malibú, California; 14 de marzo de 1970) es una actriz estadounidense, principalmente conocida por su papel protagónico en la película de Disney, The Journey of Natty Gann, y por su participación en las películas Dream a Little Dream y El pueblo de los malditos.

## Carrera
Cuando era niña, a Salenger le gustaba actuar frente a su familia y amigos. Su madre la llevó a su primera clase de actuación cuando tenía ocho años. Su primer papel fue un pequeño rol en la película Annie, dirigida por John Huston, seguido de una serie de anuncios para televisión.[cita requerida]
El primer papel protagonista de Salenger fue en la película de Disney The Journey of Natty Gann, coprotagonizada por John Cusack y Ray Wise. Después de haber protagonizado cuatro películas más para su décimo octavo cumpleaños, dejó Hollywood para continuar con su educación. Salenger estudió psicología en Harvard. Más tarde se formó en derecho de familia y mediación judicial en la Facultad de Derecho de la Universidad Pepperdine y  trabajó como mediadora durante varios años.
Salenger retomó su carrera como actriz con créditos en películas como Lake Placid y The Third Wheel. Salenger también ha aparecido en películas independientes, como Quality Time y Sparkle & Charm. Otros papeles principales incluyen The Kiss (1988) y Dream a Little Dream (1989).

## Filmografía
| Año  | Título                                              | Papel                     | Notas               |
| ---- | --------------------------------------------------- | ------------------------- | ------------------- |
| 1982 | Annie                                               | Huérfana                  | No acreditada       |
| 1985 | The Journey of Natty Gunn                           | Natty Gunn                |                     |
| 1988 | A Night in the Life of Jimmy Reardon                | Lisa Bentwright           |                     |
| 1988 | April Morning                                       | Ruth Simmons              |                     |
| 1988 | The Kiss                                            | Amy                       |                     |
| 1989 | Dream a Little Dream                                | Lainie Diamond            |                     |
| 1991 | Edge of Honor                                       | Alex                      |                     |
| 1994 | Dead Beat                                           | Donna                     |                     |
| 1995 | Village of the Damned                               | Melanie Roberts           |                     |
| 1995 | Girl in the Cadillac                                | Dependienta               |                     |
| 1995 | Glory Daze                                          | Fanática                  |                     |
| 1996 | Pier 66                                             | Kate Kelly                |                     |
| 1997 | Sparkle and Charm                                   | Gwen                      |                     |
| 1998 | Sour Grapes                                         | Degan                     |                     |
| 1998 | No Code of Conduct                                  | Rebecca Peterson          |                     |
| 1998 | Bug Buster                                          | Veronica Hart             |                     |
| 1999 | Matters of Consequence                              | Reiko                     |                     |
| 1999 | Lake Placid                                         | Oficial Sharon Gare       |                     |
| 1999 | Chicks                                              | Nic                       |                     |
| 2000 | H.U.D.                                              | Mason Noble               |                     |
| 2001 | Good Advice                                         | Amy                       |                     |
| 2001 | My Best Friend's Wife                               | Ami                       |                     |
| 2002 | The Third Wheel                                     | Sara                      |                     |
| 2005 | Close to Home                                       | Diane Walker              |                     |
| 2006 | The Work and the Glory III: A House Divided         | Caroline Mendenhall       |                     |
| 2008 | My Apocalypse                                       | Susan Stone               |                     |
| 2009 | Race to Witch Mountain                              | Natalie Gann              |                     |
| 2010 | The Lamp                                            | Lisa Walters              |                     |
| 2013 | Crush                                               | Madre de Bess             |                     |
| 2013 | Jodi Arias: Dirty Little Secret                     | Jennifer Willmott         |                     |
| 2013 | Jake Squared                                        | Mamá                      |                     |
| 2015 | Star Wars: Episodio VII - El despertar de la Fuerza | Técnico de la resistencia | Voz - No acreditada |
| 2016 | The Perfect Daughter                                | Julie Cahill              |                     |
| 2017 | An American Dog Story                               | Daniella                  | Voz                 |
| 2017 | Sleepovers                                          | Barbara                   |                     |
| 2018 | The Second Coming of Christ                         | Dra. Clea                 |                     |
| 2018 | Lego DC Super Hero Girls: Super-Villain High        | Backlash, Lashina         | Voz                 |
| 2018 | Teen Titans Go! to the Movies                       | Supergirl                 | Voz                 |
| 2019 | The Secret Life of Pets 2                           | Señora de los gatos       | Voz                 |
| 2022 | The Prank                                           | Julie Palmer              |                     |